# PJ Hall
Paul Jerome Hall, detto PJ (Spartanburg, 21 febbraio 2002), è un cestista statunitense, professionista nella NBA con i Denver Nuggets e in G League con i Grand Rapids Gold.

## Carriera
Dopo aver completato la carriera universitaria con i Clemson Tigers in NCAA, non viene scelto al Draft NBA 2024, rimanendo undrafted. Firma poi un two-way contract con i Denver Nuggets, venendo poi associato alla squadra affiliata dei Grand Rapids Gold in G League.

## Statistiche

### College
| Anno      | Squadra        | PG  | PT | MP   | TC%  | 3P%  | TL%  | RP  | AP  | PRP | SP  | PP   |
| --------- | -------------- | --- | -- | ---- | ---- | ---- | ---- | --- | --- | --- | --- | ---- |
| 2020-2021 | Clemson Tigers | 21  | 0  | 10,0 | 49,2 | 13,3 | 75,0 | 2,0 | 0,1 | 0,2 | 0,2 | 3,5  |
| 2021-2022 | Clemson Tigers | 30  | 29 | 27,6 | 49,3 | 30,8 | 78,1 | 5,8 | 1,6 | 0,5 | 1,3 | 15,5 |
| 2022-2023 | Clemson Tigers | 33  | 27 | 24,6 | 53,5 | 39,8 | 78,6 | 5,7 | 1,0 | 0,7 | 1,1 | 15,3 |
| 2023-2024 | Clemson Tigers | 36  | 36 | 28,9 | 48,8 | 31,5 | 77,9 | 6,4 | 1,4 | 0,8 | 1,4 | 18,3 |
| Carriera  | Carriera       | 120 | 92 | 24,1 | 50,3 | 32,6 | 78,0 | 5,3 | 1,1 | 0,6 | 1,1 | 14,2 |

### NBA

#### Regular Season
| Anno      | Squadra        | PG | PT | MP  | TC%  | 3P%  | TL%  | RP  | AP  | PRP | SP  | PP  |
| --------- | -------------- | -- | -- | --- | ---- | ---- | ---- | --- | --- | --- | --- | --- |
| 2024-2025 | Denver Nuggets | 19 | 0  | 3,5 | 58,3 | 25,0 | 75,0 | 1,2 | 0,2 | 0,0 | 0,2 | 1,7 |
| Carriera  | Carriera       | 19 | 0  | 3,5 | 58,3 | 25,0 | 75,0 | 1,2 | 0,2 | 0,0 | 0,2 | 1,7 |

### G League
| Anno      | Squadra        | PG | PT | MP   | TC%  | 3P%  | TL%  | RP   | AP  | PRP | SP  | PP   |
| --------- | -------------- | -- | -- | ---- | ---- | ---- | ---- | ---- | --- | --- | --- | ---- |
| 2024-2025 | G. Rapids Gold | 20 | 20 | 32,0 | 45,3 | 31,8 | 76,5 | 11,8 | 1,8 | 0,6 | 1,1 | 18,9 |
| Carriera  | Carriera       | 20 | 20 | 32,0 | 45,3 | 31,8 | 76,5 | 11,8 | 1,8 | 0,6 | 1,1 | 18,9 |